# ديريك كلارك (سياسي)
ديريك كلارك (بالإنجليزية: Derek Clark)‏ هو سياسي بريطاني، ولد في 10 أكتوبر 1933 في المملكة المتحدة. حزبياً، نشط في حزب استقلال المملكة المتحدة. في انتخابات البرلمان الأوروبي 2004، انتخب عضو في البرلمان الأوروبي عن دائرة East Midlands (European Parliament constituency) ‏ لترشحه ضمن قائمة حزب استقلال المملكة المتحدة، وقد انضم خلال فترته النيابية (20 يوليو 2004 – 13 يوليو 2009) للكتلة البرلمانية كتلة استقلال/ديمقراطية ‏ وفي انتخابات البرلمان الأوروبي 2009، انتخب عضو في البرلمان الأوروبي عن دائرة East Midlands (European Parliament constituency) ‏ لترشحه ضمن قائمة حزب استقلال المملكة المتحدة، وقد انضم خلال فترته النيابية (14 يوليو 2009 – 30 يونيو 2014) للكتلة البرلمانية Europe of Freedom and Democracy ‏.

## وصلات خارجية
- الموقع الرسمي